# Daniel Jan Bijleveld

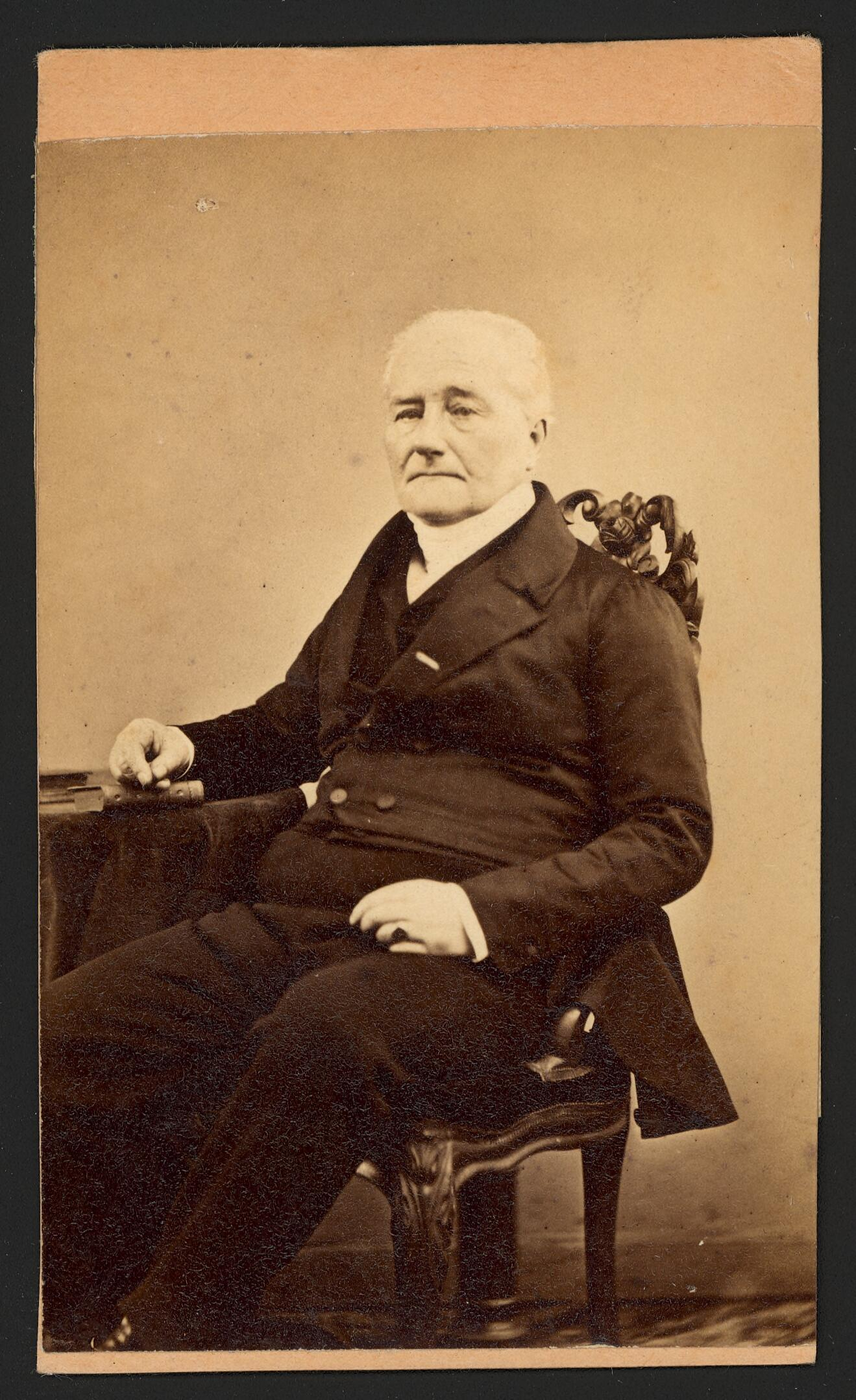
Daniel Jan Bijleveld

Daniel Jan Bijleveld (* 5. April 1791 in Gorinchem; † 4. Februar 1885 in Den Haag) war ein niederländischer Rechtsanwalt und Politiker.

## Leben und Werk
Bijleveld war ein Sohn des Rechtsanwalts und späteren Präsidenten des Hoog Gerechtshof der Verenigde Nederlanden Casparus Bijleveld und dessen Ehefrau Elisabeth Maria van Swieten. Bijleveld selbst heiratete am 24. September 1828 Maria Adriana Wilhelmina Elisabeth Pauw. Aus dieser Ehe stammen elf Kinder, wovon eines schon früh starb. Daniel Jan Bijleveld war der Großvater des liberalen Politiker und Unternehmer Maarten Bijleveld.
Nach seinem Studium der Rechtswissenschaften betätigte er sich zunächst als Rechtsanwalt. Seine Laufbahn in der Rechtsprechung begann 1813. Nachdem er verschiedenen Ämter im Landgerichtsbezirk Den Haag bekleidet hatte, wurde er Präsident des örtlichen Gerichts. Aus dieser Stellung heraus wurde er als Mitglied des Gemeinderats berufen. Von 1840 bis 1861 war er Mitglied der Provinciale Staten, dem Parlament der Provinz Südholland. 1863 wurde sein 50-jähriges Dienstjubiläum als Beamter gefeiert. Erst im Jahre 1875 schied er aus gesundheitlichen und Altersgründen aus dem Dienst aus.

## Ehrungen
- Ritter im Orden vom Niederländischen Löwen (ab 1843)
- Commandeur im Orden der Eichenkrone (ab 1863)